# Balle dum-dum
Cet article concerne la balle d'arme à feu. Pour la ville indienne, voir Dum Dum. Pour l'instrument de musique africain, voir Dum dum.

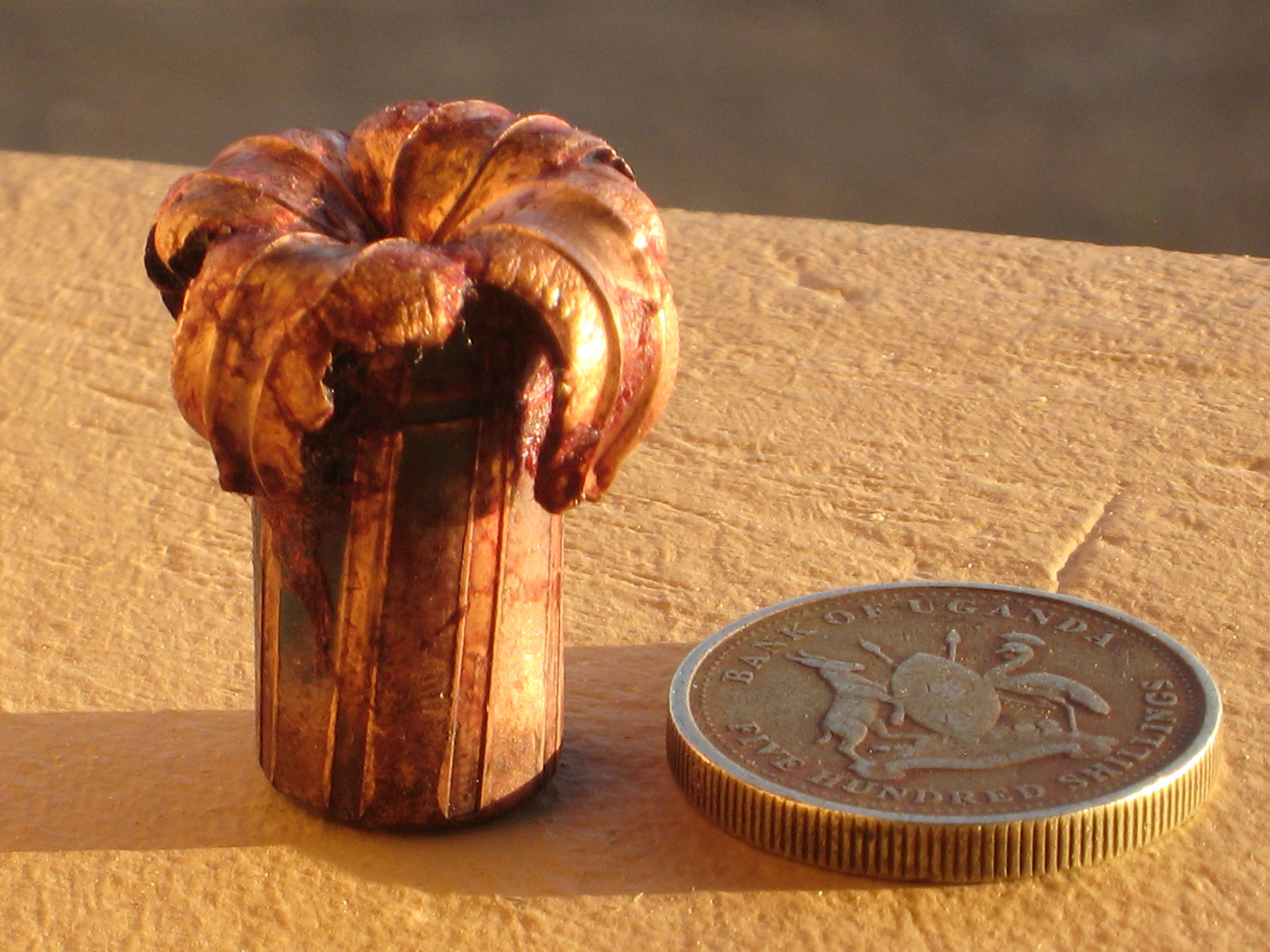
Une .458 WM à expansion après avoir abattu un buffle d'Afrique.

La balle dum-dum est une munition d'arme à feu utilisée à partir de la fin du XIXe siècle. Fortement vulnérant, le danger du projectile repose sur son expansion à l'impact, qui cause des lésions importantes au corps humain. C'est le caractère « inhumain » de cette arme qui mène à son interdiction à la suite de la première conférence de La Haye, en 1899.
Le nom de cette munition vient de la ville de Dum Dum, près de Calcutta, où se trouvait la manufacture d'armes ayant produit ces balles pour la première fois.

## Historique

### Création et principe

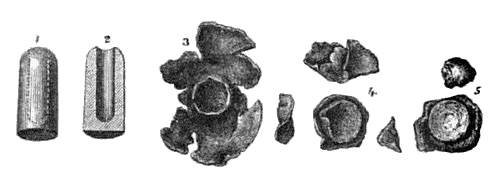
Dessins de 1870 d'une balle de fusil Hollow point express avant le tir (1, 2) et après récupération du gibier (3, 4, 5), montrant l'expansion et la fragmentation.

La balle dum-dum est créée du fait de l'insuffisance d'effet de munitions de petit calibre pour arrêter une charge ennemie. Avec l'apparition des propulseurs à haute performance (poudre sans fumée) les performances des armes à feu, portée et précision pouvaient être maintenues et améliorées tout en réduisant le calibre utilisé, ce qui avait des avantages pratiques. Cependant les Anglais, lors de confrontations avec des autochtones, constatent que le résultat du tir est moins dissuasif car les impacts, bien qu'avec plus de vitesse, se révèlent en fait moins directement incapacitants. 
L'exemple de guerriers maoris et Africains encore aptes à combattre après plusieurs tirs dans la poitrine frappe particulièrement les troupes coloniales britanniques. En Afghanistan, des soldats se plaignent de recevoir des balles de qualité médiocre, qui ne causent pas assez de dégâts aux ennemis.
Le capitaine Neville Bertie-Clay propose alors de concevoir une balle qui perdrait un maximum d'énergie au contact de sa cible, afin de maximiser les dégâts. Il s'agit d'une balle de plomb recouverte d'une fine couche de nickel striée de petites fentes. Le choc sur un corps fait éclater la chemise de la balle qui se déforme selon les stries et éclate même parfois. Ce comportement permet à la balle de creuser une cavité d'un diamètre supérieur dans les tissus et de faire éclater les os plutôt que de glisser contre eux. En cas d'éclatement, les dommages aux tissus sont beaucoup plus importants,.
Le nom de cette munition est inspiré par la ville de Dum Dum, un faubourg de Calcutta en Inde où se trouve une manufacture d'armes. C'est cette entreprise qui produit pour la première fois ces balles à l'échelle industrielle, après des tests concluants effectués par Bertie-Clay. 

### Premières utilisations et interdiction
La munition est utilisée par les Britanniques en Inde, et équipe les troupes coloniales. Elle est également employée pendant la seconde guerre des Boers, toujours par les Britanniques.
Par la suite, lors de la première conférence de La Haye en 1899, les balles se fragmentant ou s'aplatissant à l'impact sont interdites,. Le Royaume-Uni fait partie des signataires de la convention.
Cependant, ce type de munition est utilisé clandestinement lors de la Première Guerre mondiale, notamment par des officiers allemands. De nombreux soldats fabriquent également ces munitions de manière artisanale, en incisant en croix la pointe des balles classiques.

### Munitions inspirées
La munition moderne militaire 5,56 × 45 mm OTAN connue sous la nomenclature M193, dont l'ogive est d'un poids de 3,5 g ou 55 grains en utilisant les mesures américaines, utilisant le pas de rayure nominal de canon à 14 ou 12 pouces, est susceptible de se comporter de façon similaire par un ou des retournements de l'ogive à l'impact, sans toutefois être expansive comme la balle dum-dum, car la munition M193 est une balle blindée (« full metal jacket ») ou chemisée d'un alliage cuivre. En 1969, l'OTAN change de munition 5,56 × 45 mm. Elle adopte la munition SS109 de la mitrailleuse belge FN Minimi, dont le poids de l'ogive est de 62 grains ou 4 g, utilisant un pas de rayure de 7 ou 8 pouces. Cette munition ne se retournerait pas à l'impact. De nombreuses munitions utilisées pour les opérations de police ou d'intervention, nommées balles expansives, sont conçues pour se déformer à l'impact, afin d'optimiser la restitution de l'énergie cinétique et éviter d'atteindre un tiers derrière une cible.
L'URSS met également sur pied un programme de recherche afin de concevoir de telles munitions, sans parvenir à résoudre plusieurs problèmes balistiques, liés notamment à la portée, qui n'excède alors pas 300 m, ce qui est considéré comme insuffisant.
En 2001, la Conférence de Genève annonce vouloir durcir la réglementation concernant les munitions expansives, afin que n'apparaissent pas « subrepticement » de nouveaux modèles de munitions qui se rapprocheraient des balles dum-dum, et causeraient des souffrances inutiles pour les blessés. Les contrôles seraient assurés grâce à une nouvelle méthode scientifique permettant d'évaluer de manière fiable le potentiel destructif d'une arme.
Les unités des forces spéciales russes utilisent toujours des balles SP-7 et SP-8 utilisant le même principe que les balles dum-dum, dont la pointe s'ouvre en formant une « fleur à six pétales ».

### Utilisation pour la chasse
Des munitions s'apparentant aux balles dum-dum sont encore utilisées pour la chasse, en particulier l'abattage de gros animaux, en raison de leur pouvoir d'arrêt. 
Les éléphants Castor et Pollux sont abattus en 1870 par balles explosive Devismes à 10 m[réf. nécessaire].